# Alan Wenkus

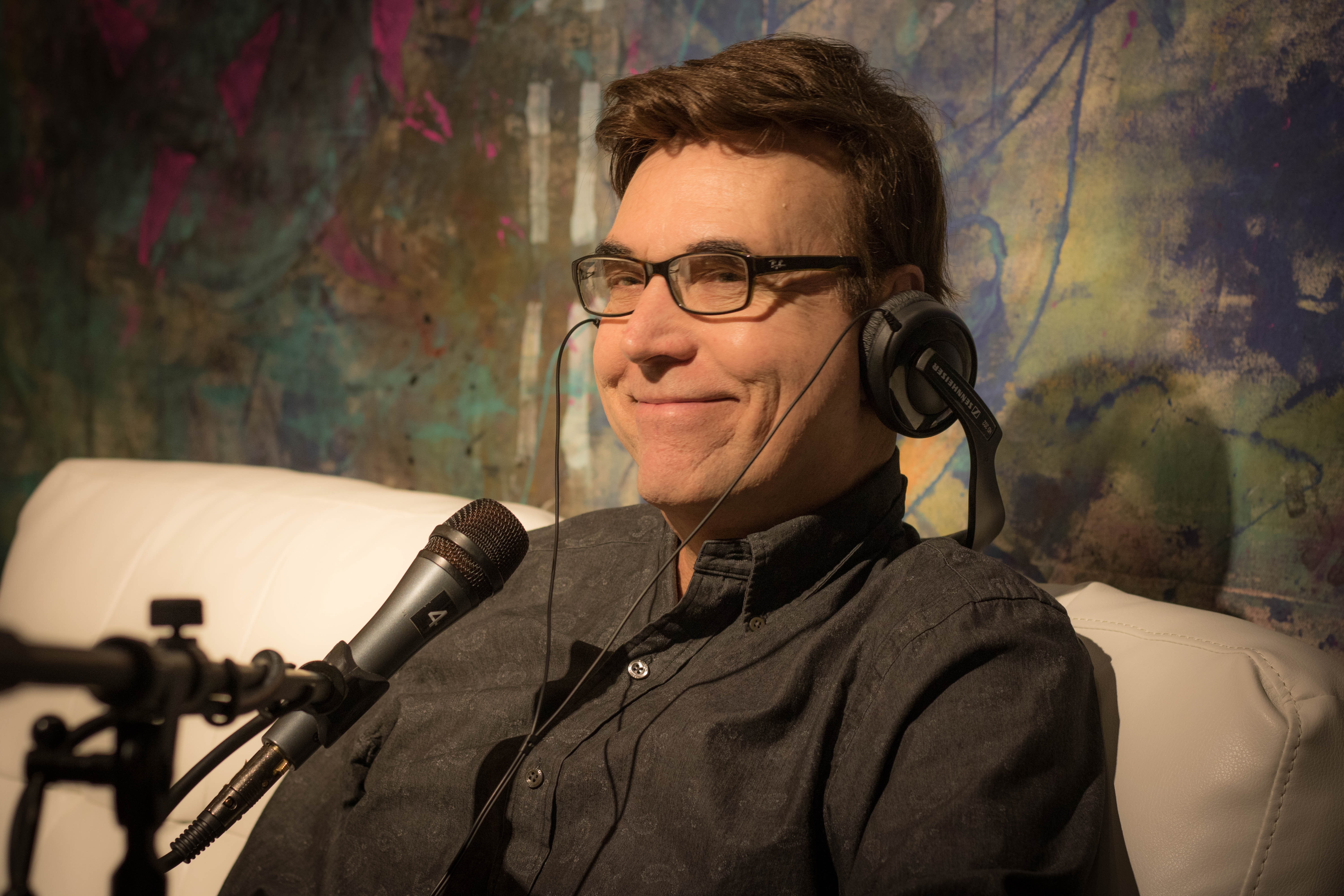
Alan Wenkus (2017)

Alan Wenkus (* 10. April 1966 in Kalifornien) ist ein US-amerikanischer Autor, Drehbuchautor und Filmproduzent, der 2016 für einen Oscar für seine Mitarbeit am Drehbuch zu der Filmbiografie Straight Outta Compton nominiert worden ist.

## Leben
Alan Wenkus, der bereits während seiner Schulzeit für die HOT 97 Morning Show in New York arbeitete, schrieb auch Texte für die Show und war auch ansonsten sehr rührig in diesem Metier. Nach seinem Studium an der Boston University arbeitete er als Drehbuchautor und war bei Premiere Radio Networks und bei Clear Channel in führender Position tätig. Während dieser Zeit führte er eine Reihe von Interviews mit dem ehemaligen N.W.A-Manager Jerry Heller und Tomica Woods-Wright, der Witwe von Eazy-E, die an der Produktion des Films Straight Outta Compton beteiligt war, zu dem Wenkus zusammen mit S. Leigh Savidge die Storyvorlage schrieb.
Bereits 1985 war Wenkus zusammen mit Ken Segall  und Gordon Mitchell an der Storyvorlage zu Mitchells Drehbuch zu der Filmkomödie Die Superaufreißer mit Johnny Depp beteiligt. Im Jahr 2002 arbeitete er für eine Folge der Fernsehserie Flatland als Co-Produzent. 
Für die Oscarverleihung 2016 erhielt Alan Wenkus zusammen mit S. Leigh Savidge eine Oscar-Nominierung für die Story zur Filmbiografie Straight Outta Compton, die die Vorlage zum von Jonathan Herman und Andrea Berloff erstellten Drehbuch bildet, und in der Kategorie „Bestes Originaldrehbuch“ nominiert ist.
Wenkus war im Jahr 2015 an dem Film Teddy Ballgame beteiligt, einer Biografie über die Baseballlegende Ted Williams. Für das biografische Drama No Show Jones über den legendären Country-Musik-Star George Jones verfasste er das Drehbuch. Zuvor führte er Dutzende von Interviews und arbeitete eng mit Jones’ Witwe Nancy zusammen. Wenkus ist dafür bekannt, dass er umfangreiche Recherchen anstellt, bevor er sich an die eigentliche Arbeit des Schreibens begibt.
Des Weiteren ist Wenkus damit beschäftigt, Johnny Walkers und Jim DeFelices Bestseller: Code Name: Johnny Walker  für die Kinoleinwand vorzubereiten. In dem Werk geht es um einen irakischen Bürger, der mit den US Navy SEALs zusammenarbeitet, um einige der weltweit gefährlichsten Terroristen aufzuspüren. Sein Code-Name lautet: Johnny Walker.
Obwohl er im Abspann der Filme meist nicht genannt wurde, arbeitete Wenkus an diversen Drehbüchern für Warner Bros., TriStar Pictures, New Line Pictures und Xenon Pictures mit.

## Filmografie (Auswahl)
- 1985: Die Superaufreißer (Private Resort; Story)
- 2002: Flatland – The Mists of Time (Fernsehserie; als Co-Produzent)
- 2015: Straight Outta Compton (Ausführender Co-Produzent + Story)
- 2016: No Show Jones (Produzent, Drehbuch)

## Auszeichnung
- 2016: Oscarnominierung für Straight Outta Compton